# Łukowice Brzeskie
Łukowice Brzeskie (deutsch Laugwitz) ist ein Dorf in Niederschlesien. Der Ort liegt in der Gmina Skarbimierz im Powiat Brzeski in der polnischen Woiwodschaft Oppeln.

## Geographie

### Geographische Lage
Das Angerdorf Łukowice Brzeskie liegt sieben Kilometer südwestlich des Gemeindesitzes Skarbimierz (Hermsdorf), ca. elf Kilometer südwestlich der Kreisstadt Brzeg (Brieg) und rund 55 Kilometer nordwestlich der Woiwodschaftshauptstadt Oppeln. Der Ort liegt in der Nizina Śląska (Schlesische Tiefebene) innerhalb der Równina Grodkowska (Grottkauer Ebene).
Durch den Ort führen die Landesstraße Droga krajowa 39 und die Woiwodschaftsstraße Droga wojewódzka 403. Der Ort liegt an der stillgelegten Bahnstrecke Brzeg–Łagiewniki Dzierżoniowskie.

### Nachbarorte
Nachbarorte von Łukowice Brzeskie sind im Nordosten Małujowice (Mollwitz), im Süden Bierzów (Bärzdorf) und im Westen Owczary (Tempelfeld).

## Geschichte

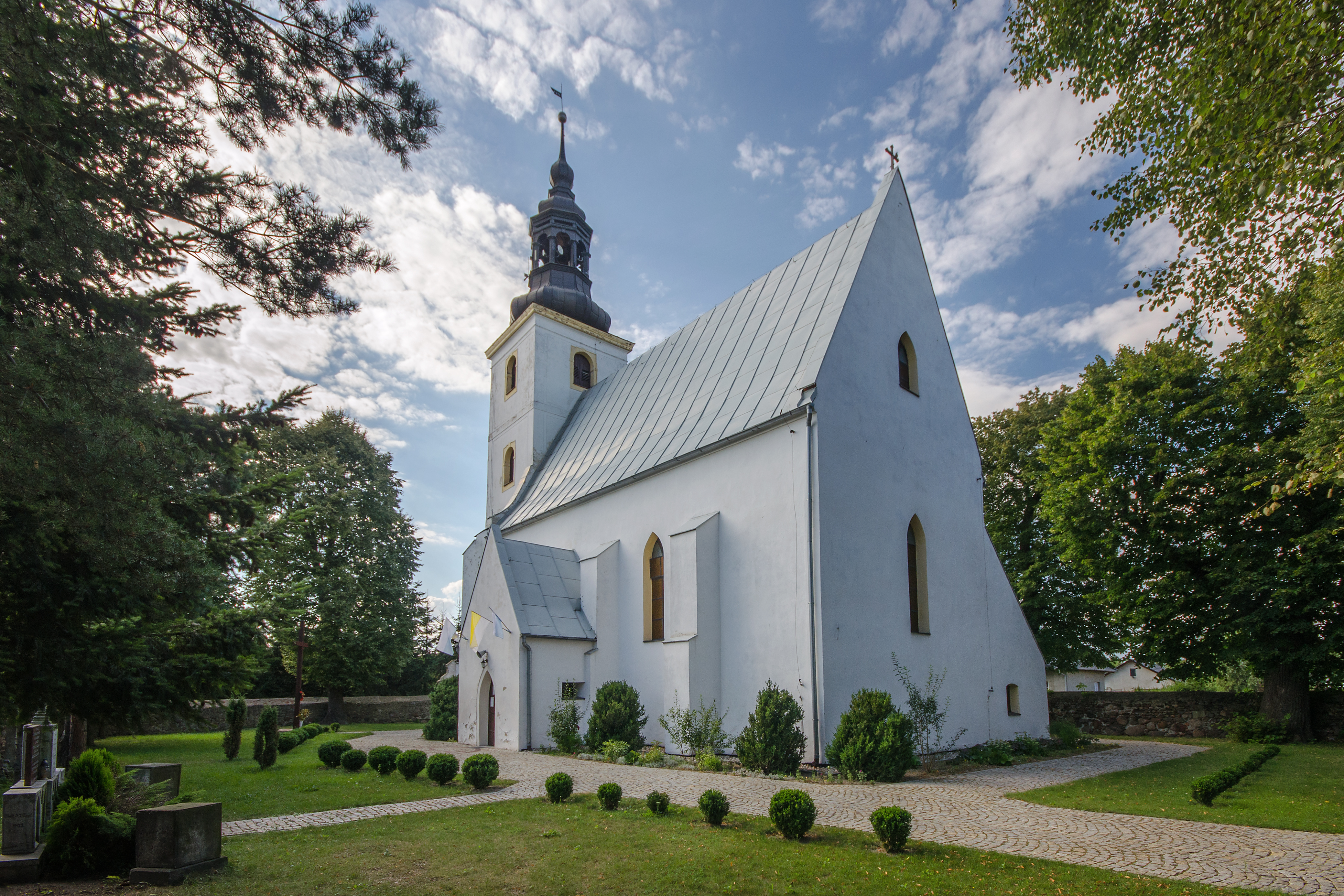
Dreifaltigkeitskirche

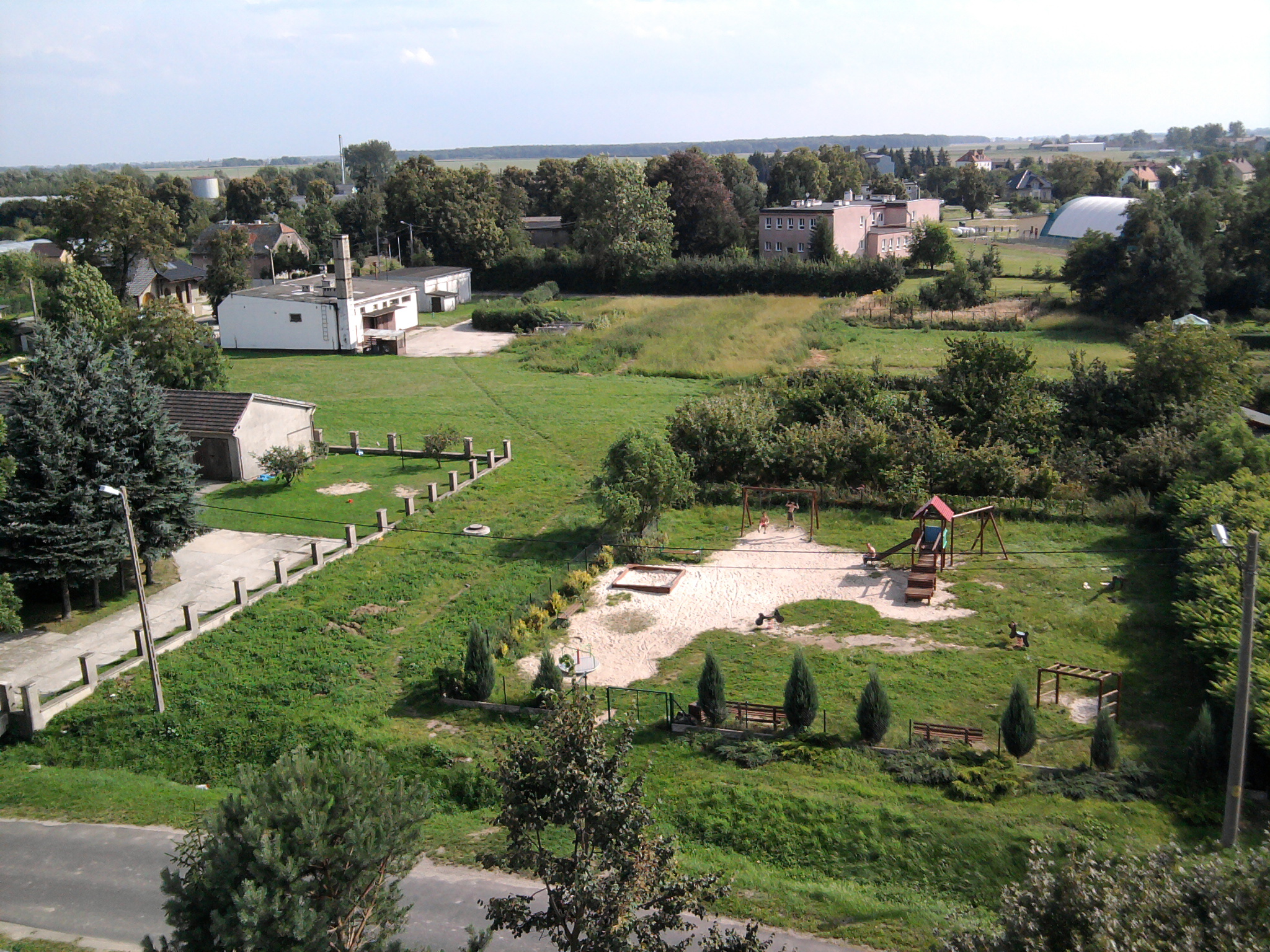
Blick vom Kirchturm über den Ort

In dem Werk Liber fundationis episcopatus Vratislaviensis aus den Jahren 1295–1305 wird der Ort erstmals als Lucowitz erwähnt. 1347 erfolgte eine Erwähnung als Lukowicz.
Nach dem Ersten Schlesischen Krieg 1742 fiel Laugwitz zusammen mit dem größten Teil Schlesiens an Preußen.
Nach der Neugliederung Preußens gehörte die Landgemeinde Laugwitz ab 1815 zur Provinz Schlesien und war ab 1816 dem Landkreis Brieg eingegliedert, mit dem es bis 1945 verbunden blieb. 1874 wurde der Amtsbezirk Mollwitz gegründet, welcher die Landgemeinden Bärzdorf, Grüningen, Laugwitz und Mollwitz umfasste. 1885 zählte der Ort 564 Einwohner.
1933 zählte Laugwitz 566, 1939 wiederum 523 Einwohner. Bis 1945 befand sich der Ort im Landkreis Brieg.
Als Folge des Zweiten Weltkriegs fiel Laugwitz wie fast ganz Schlesien 1945 an Polen, wurde in Łukowice Brzeskie umbenannt und der Woiwodschaft Breslau angegliedert. Die deutsche Bevölkerung wurde, soweit sie nicht vorher geflohen war, weitgehend vertrieben. Die neu angesiedelten Bewohner waren zum Teil Heimatvertriebene aus Ostpolen. 1950 kam der Ort zur Woiwodschaft Oppeln. 1999 kam der Ort zum Powiat Brzeski.

## Sehenswürdigkeiten
- Die römisch-katholische Dreifaltigkeitskirche (poln. Kościół Trójcy Świętej) wurde 1581 errichtet. Das Gotteshaus diente bis 1945 der protestantischen Gemeinde. Mitte des 18. Jahrhunderts wurde der Kirchturm mit Zwiebelhaube errichtet. Im Zweiten Weltkrieg wurde die Kirche beschädigt und in den 1960er Jahren wieder in Stand gesetzt. Umgeben ist der Kirchenbau von einer steinernen Mauer.[5] Die Kirche steht seit 1964 unter Denkmalschutz.[6]
- Denkmal für die ehemaligen Bewohner des Dorfes
- Ruine der Windmühle

## Vereine
- Fußballverein LZS KS Łukowice Brzeskie
- Freiwillige Feuerwehr OSP Łukowice Brzeskie